# Réseau Marcel
Le réseau Marcel est un réseau de résistance créé, à Nice, en 1943, par Moussa Abadi et Odette Rosenstock, dans le but de sauver les enfants juifs, avec l'aide de Monseigneur Paul Rémond, évêque de Nice, et celle des pasteurs protestants Edmond Evrard et Pierre Gagnier.

## Le réseau Marcel
Moussa Abadi (dit Monsieur Marcel) sollicite et obtient l'aide de monseigneur Paul Rémond, évêque de Nice. Un bureau à l’évêché, au 23, rue de Sévigné, lui est attribué et il se pose comme inspecteur de l'enseignement catholique du diocèse de Nice.
La secrétaire de Monseigneur Rémond, mademoiselle Lagache et l’abbé Rostand, son secrétaire particulier, le chanoine Heitz-Michel, chancelier, participent à l’entreprise et établissent dans un premier temps les listes des institutions, couvents, collèges dans tout le diocèse, susceptibles d’accueillir des enfants.
Odette Rosenstock (dite mademoiselle Sylvie Delattre) devient assistante sociale. Elle prend contact avec les pasteurs Edmond Evrard et Pierre Gagnier, qui acceptent immédiatement d’apporter leur concours. Edmond Evrard est le pasteur de l'Église évangélique baptiste de Nice à la rue Vernier, et le pasteur Gagnier est celui du  temple réformé de Nice, qui était situé 39, boulevard Dubouchage.
Moussa et Odette se mettent en relation avec les institutions religieuses catholiques, les communautés protestantes et paysans de l'arrière-pays, et prospectent les lieux d'accueil de Nice, Cannes, Grasse, Thorenc, Villefranche, et dans les villages alentour, pour cacher des enfants juifs recherchés par les Allemands et la Milice.
Moussa fabrique des faux papiers, des fausses cartes d'alimentation, obtient et gère des aides financières, en particulier par l'entremise de Maurice Brener, du Joint.
Le réseau Marcel arrive à sauver, jusqu'à la fin de la guerre, 527 enfants juifs,.

## Justes parmi les nations
Le titre de Juste parmi les nations a été décerné, au nom de l’État d’Israël, par le Mémorial de Yad Vashem, à monseigneur Paul Rémond, évêque de Nice, et des membres de son diocèse qui aidèrent à cacher les enfants juifs, ainsi qu'au pasteur Edmond Evrard et sa famille, et au pasteur Pierre Gagnier et sa femme,.